# Delanson
Delanson – wieś w Stanach Zjednoczonych, w stanie Nowy Jork, w hrabstwie Schenectady.